# Thamnobryum coreanum
Thamnobryum coreanum là một loài Rêu trong họ Neckeraceae. Loài này được (Cardot) Nog. & Z. Iwats. miêu tả khoa học đầu tiên năm 1972.